# Pomaulax
Pomaulax là một chi ốc biển, là động vật thân mềm chân bụng sống ở biển trong họ Turbinidae.

## Các loài
Các loài trong chi Pomaulax gồm có:
- Pomaulax gibberosus (Dillwyn, 1817)[2]
- Pomaulax japonicus (Dunker, 1844)[3]
- Pomaulax spiratus (Dall, 1911)

Đồng nghĩa
- Pomaulax turbanicus Dall, 1910: synonym of Megastraea turbanica (Dall, 1910)
- Pomaulax undosum Wood, 1828: synonym of Megastraea undosa (Wood, 1828)